# Auswärtsspiel
Auswärtsspiel – album niemieckiego zespołu punkrockowego Die Toten Hosen, wydany w 2002 roku.

## Lista utworów
| Nr. | Tytuł                                 | Twórcy                                                | Czas |
| --- | ------------------------------------- | ----------------------------------------------------- | ---- |
| 1.  | Du lebst nur einmal (vorher)          | Breitkopf/Frege                                       | 2:09 |
| 2.  | Schlampe (nachher)                    | Frege/Frege, Rocko Schamoni                           | 3:01 |
| 3.  | Was zählt                             | Breitkopf, von Holst/Frege                            | 4:37 |
| 4.  | Auswärtsspiel                         | Frege/Frege                                           | 2:35 |
| 5.  | Cokane in My Brain (Dillinger cover)  | Bullocks/Bullocks                                     | 3:22 |
| 6.  | Graue Panther                         | Meurer/Frege                                          | 2:52 |
| 7.  | Tier                                  | Meurer/Frege                                          | 1:14 |
| 8.  | Kanzler sein...                       | Breitkopf, Meurer, Funny van Dannen/Frege, van Dannen | 3:26 |
| 9.  | Das Mädchen aus Rottweil              | Frege, von Holst/Meurer, Frege                        | 3:18 |
| 10. | Dankbar                               | Breitkopf, von Holst/Frege                            | 2:53 |
| 11. | Nur zu Besuch                         | Frege, von Holst/Frege                                | 4:29 |
| 12. | Daydreaming                           | Breitkopf, T. V. Smith, Frege, von Holst/Frege, Smith | 3:10 |
| 13. | Steh auf, wenn du am Boden bist       | von Holst/Frege                                       | 3:51 |
| 14. | Amanita phalloides                    | Breitkopf/Frege                                       | 2:27 |
| 15. | Depression Deluxe                     | von Holst/Frege                                       | 3:09 |
| 16. | Schwimmen                             | Frege, von Holst/Frege                                | 3:33 |
| 17. | Venceremos – Wir werden siegen        | Meurer/Frege                                          | 3:26 |
| 18. | Kein Alkohol (ist auch keine Lösung)! | Frege, Meurer, van Dannen/Frege, van Dannen           | 3:49 |

## Dodatkowe utwory na reedycji z 2007
| Nr. | Tytuł                                   | Twórcy                     | Czas |
| --- | --------------------------------------- | -------------------------- | ---- |
| 1.  | Drüber reden                            | von Holst/Frege            | 1:42 |
| 2.  | Schöner warten                          | Frege/Frege                | 3:58 |
| 3.  | Im Meer                                 | Breitkopf, von Holst/Frege | 3:42 |
| 4.  | Leben im Bildausschnitt                 | Meurer/Frege               | 3:05 |
| 5.  | Hirnfick (Futter für die Fische)        | von Holst/Frege            | 3:17 |
| 6.  | Das Leben ist schwer, wenn man dumm ist | von Holst/Frege            | 3:39 |

## Single
- 2001 „Was zählt”
- 2002 „Kein Alkohol (ist auch keine Lösung)!”
- 2002 „Steh auf, wenn du am Boden bist”
- 2002 „Nur zu Besuch”

## Skład zespołu
- Campino – wokal
- Andreas von Holst – gitara
- Michael Breitkopf – gitara
- Andreas Meurer – gitara basowa
- Vom Ritchie – perkusja
- Tim Cross – keyboard
- Hans Steingen – pianino w utworze 11

## Listy przebojów
| Rok  | Kraj       | Pozycja |
| ---- | ---------- | ------- |
| 2002 | Niemcy     | 1       |
| 2002 | Austria    | 1       |
| 2002 | Szwajcaria | 3       |